# Pahtajärvi (Jukkasjärvi socken, Lappland, 751320-174593)
Pahtajärvi är en sjö i Kiruna kommun i Lappland och ingår i Torneälvens huvudavrinningsområde. Sjön har en area på 0,0543 kvadratkilometer och ligger 291,2 meter över havet.

## Delavrinningsområde
Pahtajärvi ingår i det delavrinningsområde (751397-174611) som SMHI kallar för Utloppet av Veläjäjärvi. Medelhöjden är 292 meter över havet och ytan är 14,56 kvadratkilometer. Räknas de 5 avrinningsområdena uppströms in blir den ackumulerade arean 113,05 kvadratkilometer. Pysäjoki som avvattnar avrinningsområdet har biflödesordning 2, vilket innebär att vattnet flödar genom totalt 2 vattendrag innan det når havet efter 326 kilometer. Avrinningsområdet består mestadels av skog (64 procent) och sankmarker (26 procent). Avrinningsområdet har 0,74 kvadratkilometer vattenytor vilket ger det en sjöprocent på 5,1 procent.